# Monistria maculicornis
Monistria maculicornis är en insektsart som beskrevs av Sjöstedt 1921. Monistria maculicornis ingår i släktet Monistria och familjen Pyrgomorphidae. Inga underarter finns listade i Catalogue of Life.